# Spandau-West–Hennigsdorfer Kleinbahn
| Benzoltriebwagen 8001 am Bahnhof Spandau West, 1929 |                                                                    |                                            |                                            |
| Linienverlauf |                                                                    |                                            |                                            |
| Kursbuchstrecke: | 107j (Hennigsdorf Rathenaustraße – Bln-Spandau Johannesstift 1946) |                                            |                                            |
| Streckenlänge: | 13,2 km                                                            |                                            |                                            |
| Spurweite: | 1435 mm (Normalspur)                                               |                                            |                                            |
| Stromsystem: | 600 Volt =                                                         |                                            |                                            |
| Streckengeschwindigkeit: | 40 km/h                                                            |                                            |                                            |
| |                                                                    |                                            |                                            |
| \| \| \| Wendeschleife \| \| \| \| 13,2 \| Bahnhof Hennigsdorf (ab 1931) \| Bahnhof Hennigsdorf (ab 1931) \| \| \| \| Gymnasium (ab 1931) \| \| \| \| \| von der Triebwagenhalle \| \| \| \| 12,3 \| Lokfabrik (Streckenende bis 23. Juli 1931) \| Lokfabrik (Streckenende bis 23. Juli 1931) \| \| \| 11,9 \| Spandauer Allee \| Spandauer Allee \| \| \| 11,4 \| Sportplatz \| Sportplatz \| \| \| \| von Bötzow \| \| \| \| \| Nieder Neuendorf Forsthaus \| \| \| \| \| Anschlussgleis AEG/Fa. Holzmann \| \| \| \| \| Strecke heute unterbrochen (Havelkanal) \| \| \| \| 9,9 \| Nieder Neuendorf (Kr Osthav) \| Nieder Neuendorf (Kr Osthav) \| \| \| 8,6 \| Papenberge \| Papenberge \| \| \| \| Landesgrenze Brandenburg/Berlin \| \| \| \| 6,8 \| Bürgerablage \| Bürgerablage \| \| \| \| Kraftwerk Oberhavel \| \| \| \| 5,9 \| Kraftwerk \| Kraftwerk \| \| \| 5,0 \| Wichernstraße \| Wichernstraße \| \| \| \| Industriebahn Hakenfelde \| \| \| \| 4,3 \| Berlin-Spandau Johannesstift \| Berlin-Spandau Johannesstift \| \| \| \| nach Berlin-Spandau \| \| \| \| \| Systemwechsel \| \| \| \| \| Johannesstift (Kuppelendstelle bis 1942) \| \| \| \| \| Johannesstift (Wendeschleife ab 1942) \| \| \| \| \| \| \| \| \| \| nach Pichelsdorf, zum Betriebshof Spandau \| \| \| \| 0,0 \| Bahnhof Spandau West \| Bahnhof Spandau West \| \| \| \| nach Nauener Straße \| \| |                                                                    |                                            |                                            |
| |                                                                    | Wendeschleife                              |                                            |
| Bahnhof (Strecke außer Betrieb) | 13,2                                                               | Bahnhof Hennigsdorf (ab 1931)              | Bahnhof Hennigsdorf (ab 1931)              |
| Haltepunkt / Haltestelle (Strecke außer Betrieb) |                                                                    | Gymnasium (ab 1931)                        | Gymnasium (ab 1931)                        |
| Abzweig geradeaus und von links (Strecke außer Betrieb) |                                                                    | von der Triebwagenhalle                    | von der Triebwagenhalle                    |
| Bahnhof (Strecke außer Betrieb) | 12,3                                                               | Lokfabrik (Streckenende bis 23. Juli 1931) | Lokfabrik (Streckenende bis 23. Juli 1931) |
| Haltepunkt / Haltestelle (Strecke außer Betrieb) | 11,9                                                               | Spandauer Allee                            | Spandauer Allee                            |
| Haltepunkt / Haltestelle (Strecke außer Betrieb) | 11,4                                                               | Sportplatz                                 | Sportplatz                                 |
| Strecke von rechts (außer Betrieb) · Strecke (außer Betrieb) |                                                                    | von Bötzow                                 | von Bötzow                                 |
| Haltepunkt / Haltestelle (Strecke außer Betrieb) · Strecke (außer Betrieb) |                                                                    | Nieder Neuendorf Forsthaus                 | Nieder Neuendorf Forsthaus                 |
| Abzweig geradeaus und von links (Strecke außer Betrieb) · Abzweig quer und nach rechts (Strecke außer Betrieb) |                                                                    | Anschlussgleis AEG/Fa. Holzmann            | Anschlussgleis AEG/Fa. Holzmann            |
| |                                                                    | Strecke heute unterbrochen (Havelkanal)    |                                            |
| Bahnhof (Strecke außer Betrieb) | 9,9                                                                | Nieder Neuendorf (Kr Osthav)               | Nieder Neuendorf (Kr Osthav)               |
| Haltepunkt / Haltestelle (Strecke außer Betrieb) | 8,6                                                                | Papenberge                                 | Papenberge                                 |
| Grenze (Strecke außer Betrieb) |                                                                    | Landesgrenze Brandenburg/Berlin            | Landesgrenze Brandenburg/Berlin            |
| Bahnhof (Strecke außer Betrieb) | 6,8                                                                | Bürgerablage                               | Bürgerablage                               |
| Abzweig geradeaus und nach links (Strecke außer Betrieb) |                                                                    | Kraftwerk Oberhavel                        | Kraftwerk Oberhavel                        |
| Haltepunkt / Haltestelle (Strecke außer Betrieb) | 5,9                                                                | Kraftwerk                                  | Kraftwerk                                  |
| Haltepunkt / Haltestelle (Strecke außer Betrieb) | 5,0                                                                | Wichernstraße                              | Wichernstraße                              |
| Abzweig geradeaus und von links (Strecke außer Betrieb) |                                                                    | Industriebahn Hakenfelde                   | Industriebahn Hakenfelde                   |
| Betriebs-/Güterbahnhof Strecke bis hier außer Betrieb | 4,3                                                                | Berlin-Spandau Johannesstift               | Berlin-Spandau Johannesstift               |
| Abzweig nach rechts und ehemals nach links · Strecke von rechts (außer Betrieb) |                                                                    | nach Berlin-Spandau                        | nach Berlin-Spandau                        |
| Grenze mit U-Bahn (Strecke außer Betrieb) |                                                                    | Systemwechsel                              | Systemwechsel                              |
| U-Bahn-Abzweig geradeaus und von rechts (Strecke außer Betrieb) |                                                                    | Johannesstift (Kuppelendstelle bis 1942)   | Johannesstift (Kuppelendstelle bis 1942)   |
| |                                                                    | Johannesstift (Wendeschleife ab 1942)      |                                            |
| |                                                                    |                                            |                                            |
| U-Bahn-Abzweig geradeaus, nach links und von links (Strecke außer Betrieb) |                                                                    | nach Pichelsdorf, zum Betriebshof Spandau  | nach Pichelsdorf, zum Betriebshof Spandau  |
| U-Bahn-Bahnhof (Strecke außer Betrieb) | 0,0                                                                | Bahnhof Spandau West                       | Bahnhof Spandau West                       |
| U-Bahn-Strecke (außer Betrieb) |                                                                    | nach Nauener Straße                        | nach Nauener Straße                        |

Die Spandau-West–Hennigsdorfer Kleinbahn war eine straßenbahnähnliche Kleinbahn, die von 1923 bis 1945 existierte und Bestandteil des Berliner Straßenbahnnetzes war. Die von der Linie 120 bediente Verbindung führte vom Bahnhof Spandau West durch die Spandauer Neustadt über Johannesstift und Nieder Neuendorf nach Hennigsdorf. Konzessionär des Unternehmens war die AEG, auf deren Betreiben hin die Bahn auch eingerichtet worden war. Die Betriebsführung oblag der Berliner Straßenbahn und deren Nachfolgern. Auf einem rund fünfeinhalb Kilometer langen Abschnitt befuhr die Linie die Bötzowbahn der Osthavelländischen Kreisbahnen (OHKB, ab 1943 Osthavelländische Eisenbahn).

## Geschichte
Die AEG nahm im Jahr 1911 eine Fabrik zur Fertigung von Porzellanisolatoren in Hennigsdorf in Betrieb. 1913 begann der Bau von Elektrolokomotiven. Der Ort war seit 1893 über die Kremmener Bahn an Berlin angeschlossen. Die in Spandau wohnhaften Teile der Belegschaft mussten für ihren Arbeitsweg eine umständliche Fahrt mit Umstieg am Bahnhof Berlin Gesundbrunnen in Kauf nehmen. Bereits 1911 plante die AEG die Verlängerung der Spandauer Straßenbahn nach Hennigsdorf. Das Unternehmen wollte seinen Mitarbeitern dadurch die Möglichkeit bieten, in Spandau zu wohnen oder ihre Kinder auf die dort ansässigen höheren Schulen zu schicken. Um dem Vorhaben zusätzlich Auftrieb zu verleihen, wollte die AEG eine Grundauslastung der Bahn garantieren. Durch den Ersten Weltkrieg ließ man das Vorhaben zunächst fallen.
Im Jahr 1921 nahm die AEG in ihrer Lokomotivfabrik den Bau von Dampflokomotiven auf. Im Folgejahr betrug die Belegschaft 7200 Personen, von denen ein Teil in Spandau wohnte. Im Juni 1922 stellte das Unternehmen daher beim Regierungspräsidenten in Potsdam, Franz Schleusener, den Antrag zur Inbetriebnahme einer Kleinbahn vom Bahnhof Spandau West (in der Lage des heutigen Bahnhofs Berlin-Spandau) nach Hennigsdorf. Die Bahn sollte in Teilen die Gleise der Osthavelländischen Kreisbahnen nutzen.
Die Strecke gliederte sich in vier Abschnitte:
- 4,3 Kilometer auf den Gleisen der Berliner Straßenbahn von Bahnhof Spandau-West zum Bahnhof Johannesstift
- 5,5 Kilometer auf den Gleisen der Osthavelländischen Kreisbahnen vom Bahnhof Johannesstift zum Bahnhof Nieder Neuendorf
- 1,5 Kilometer Anschlussgleis der AEG zur früheren Munitionsfabrik Hennigsdorf
- 1,0 Kilometer neu zu errichtendes Gleis bis zum Eingang der Lokomotivfabrik

Die Berliner Straßenbahn erteilte 1922 der AEG die Genehmigung zur Benutzung ihrer Gleisanlagen, der Magistrat von Spandau stimmte dem Vorhaben im September 1922 zu. Mit der OHKB handelte die AEG einen Vertrag über Mitnutzung ihrer Gleisanlagen sowie der Herstellung einer Gleisverbindung im Bahnhof Johannesstift aus. Gleichzeitig veranlasste sie die Sanierung des Anschlussgleises. Ende 1922 lag die vorläufige Genehmigung zum Betrieb der Bahn vor. Die endgültige Genehmigungsurkunde lag am 28. Juli 1925 vor. Darin wird die Bahn als Spandau-West–Hennigsdorfer Kleinbahn bezeichnet. Genehmigungsinhaberin war die AEG-Bahnabteilung, Betriebsführerin war die Berliner Straßenbahn-Betriebsgesellschaft. Die Genehmigung wurde bis zum 31. März 1945 erteilt.
Da die AEG zunächst nur während der Schichtwechselzeiten von einem größeren Fahrgastaufkommen ausging, erfolgte die Bedienung durch Benzol- anstelle von elektrischen Triebwagen, wodurch die Kosten für den Unterhalt der Oberleitungen und anderer Einrichtungen entfielen. Die AEG stellte zunächst zwei Triebwagen, die Berliner Straßenbahn vier Beiwagen. Die Wagen waren im Straßenbahnbetriebshof Spandau beheimatet. In Hennigsdorf existierte an der Rathenaustraße eine beheizbare Wagenhalle mit zwei Ständen, die zum Warten und Betanken der Benzolwagen diente.
Am 1. Januar 1923 nahm die Berliner Straßenbahn den Betrieb auf Grundlage der vorläufigen Genehmigung auf. Die offizielle Abnahmefahrt fand eine Woche später am 8. Januar 1923 statt. Sie verlief anstandslos. Gleichzeitig gingen die Haltestellen Wichernstraße (zur Anbindung der ab 1914 entstandenen Waldsiedlung Hakenfelde) und Kraftwerk in Betrieb. Die gewählte Liniennummer 120 war an die Linie 20 angelehnt, die von Spandau Hauptbahnhof (heute: Stresow) bis Johannesstift fuhr und deren Fahrweg zwischen der Spandauer Altstadt und Johannesstift mit dem der Linie 120 identisch war. Die Berliner Straßenbahn stellte die Linie 20 im September 1923 ein. Den Streckenast nach Johannesstift bedienten in den Folgejahren unter anderem die Linien 54, 154 und 58.
Die Linie soll in den 1920er Jahren zweigeteilt betrieben worden sein. Zwischen Spandau-West und Johannesstift verkehrten elektrische Triebwagen, während die Benzoltriebwagen auf dem Abschnitt von Johannesstift bis Hennigsdorf fuhren. Vom 25. April 1926 bis 16. Januar 1928 führte die Berliner Straßenbahn die Wagen des elektrischen Pendelbetriebs als Linie 120E. Bereits 1924 soll eine Linie 120E zwischen Spandau, Seegefelder Straße Ecke Nauener Straße und Spandau, Markt bestanden haben.
Die Bahn stellte sich als Erfolg heraus, sodass die Anzahl der Fahrten schrittweise erhöht wurden. Auf der parallel verlaufenden Strecke der OHKB zwischen Spandau West und Johannesstift nahm der Verkehr hingegen rapide ab, sodass sich die Kreisbahnen zur Reduzierung des Angebots auf täglich zwei Zugpaare entschlossen.
1928 gab es Pläne seitens der Berliner Straßenbahn-Betriebsgesellschaft, die Linie nicht mehr über die Schönwalder Straße zum Johannesstift zu führen, sondern über die Streitstraße verkehren zu lassen. Von der 1928 eingerichteten Wendeschleife an der Endhaltestelle Hakenfelde am Eschenweg sollte die Trasse am Ostrand der Waldsiedlung entlang des heutigen Lichtwarkweges bis zur Bötzowbahn führen und in Höhe des Rustwegs in die OHKB-Strecke einfädeln. Die vorgesehene Trasse war über mehrere Jahre freigehalten worden. Als möglicher Hinderungsgrund wird die Einrichtung einer mit einem Fahrdienstleiter besetzten Abzweigstelle am Treffpunkt beider Strecken vermutet. Zudem wünschte sich das Unternehmen die baldige Elektrifizierung der Bahn. Die OHKB ihrerseits war an einer Auflösung des Mitbenutzungsvertrages interessiert, da die Fahrgäste zunehmend auf die Straßenbahn abwanderten.
Am 1. Januar 1929 ging der Streckenabschnitt von Nieder Neuendorf nach Hennigsdorf in das Eigentum der neu gegründeten BVG als Nachfolger der Berliner Straßenbahn-Betriebsgesellschaft über. Gleichzeitig wurde die BVG Konzessionsinhaberin der Bahn. Im Juni schlossen BVG und OHKB einen Vertrag über die Elektrifizierung der Linie ab. Der Vertrag war bis zum 31. März 1950 gültig und wurde stillschweigend um jeweils zwei Jahre verlängert, sollte einer der beiden Vertragspartner nicht die Auflösung wünschen. In dem Vertrag erklärte sich die BVG bereit, jährlich eine Trassennutzungsgebühr von pauschal 9000 Reichsmark zuzüglich drei Reichspfennig je Nutzwagenkilometer an die OHKB zu entrichten. Ferner überließ sie der OHKB zwei Beiwagen der ehemaligen Schmöckwitz–Grünauer Uferbahn (Bw 1543II und 1544II). Die AEG überließ ihrerseits der OHKB ihre drei Triebwagen. Nachdem im Juli 1929 die Genehmigung seitens der OHKB zur Aufstellung der Oberleitungsmasten vorlag, begannen die Arbeiten zur Elektrifizierung. Am 11. November 1929 konnte der elektrische Betrieb aufgenommen werden. Die Oberleitung war für den Betrieb mit Scherenstromabnehmern ausgelegt und nicht für die in Berlin damals üblichen Rollenstromabnehmer. Die Streckenabschnitte vom Bahnhof Spandau West nach Johannesstift und die Gleise zum Betriebshof Spandau mussten daher für den Mischbetrieb eingerichtet werden.
Am 23. Juli 1931 wurde die Linie um 900 Meter von der Lokomotivfabrik zum Bahnhof Hennigsdorf verlängert. Die Wagenhalle musste zuvor abgebrochen werden.
Während des Zweiten Weltkrieges kam es zunächst zu keinen größeren Betriebseinschränkungen. Luftangriffe auf Spandau und Hennigsdorf führten zur Beschädigung der Oberleitung. Beim Wiederaufbau soll der Stadtabschnitt lediglich für den Betrieb mit Rollenstromabnehmern wiederaufgebaut worden sein, sodass erneut eine Teilung der Linie in Johannesstift erfolgte. Ab dem 25. Januar 1945 verkehrte die Linie 120 planmäßig nur noch zwischen Johannesstift und Hennigsdorf. Die vollständige Betriebseinstellung war vermutlich zwischen dem 12. April und dem 21. April 1945. Eine Wiederinbetriebnahme fand nach Kriegsende nicht statt. Zwischen Sommer 1945 und August 1950 bedienten die Osthavelländischen Eisenbahnen den Abschnitt nach Hennigsdorf. Bis 1951 fuhren vereinzelt auch Züge von Bötzow mit Fahrtrichtungswechsel in Nieder Neuendorf nach Hennigsdorf. Der ehemalige Benzoltriebwagen 8001 soll hierbei auch zum Einsatz gekommen sein.
Bis etwa 1951/1952 nutzte die BVG-Ost die Strecke zudem für Überführungsfahrten zum LEW „Hans Beimler“ Hennigsdorf. Die Überführungsfahrten besorgten die BVG-Ost und LEW. Hierzu schleppte der Arbeitstriebwagen A277II die zu überführenden Wagen durch den Westteil der Stadt bis zum Bahnhof Spandau-Johannesstift. Da zu dieser Zeit die Umstellung der Fahrleitungsanlagen der BVG-West auf Schleifbügel erfolgte, war der Triebwagen mit zwei Rollenstromabnehmern und einem Scherenstromabnehmer ausgerüstet. In Johannesstift wurden die nicht eisenbahntauglichen Wagen auf einen vierachsigen Niederbordwagen der LEW verladen und mittels einer Akkulokomotive nach Hennigsdorf gezogen. Die Verbindungskurve am Bahnhof Johannesstift wurde 1952 ausgebaut. Den zwischen Nieder Neuendorf und Spandauer Allee gelegenen Abschnitt rüstete LEW danach zur Drei-Kilovolt-Prüfstrecke und betrieb diese bis in die 1970er Jahre.

## Betrieb
Obwohl sowohl die Berliner Straßenbahn als auch die Osthavelländischen Kreisbahnen als Kleinbahnen nach dem Preußischen Kleinbahngesetz von 1892 konzessioniert waren, mussten die Bahn und ihre Fahrzeuge auch die Anforderungen der Eisenbahn-Bau- und Betriebsordnung (EBO) von 1904 und 1928 erfüllen. Hintergrund war, dass die OHKB in Nauen, Velten und Spandau an die Strecken der Deutschen Reichsbahn angeschlossen war und ein Wagenübergang zwischen beiden Bahnen stattfand. Daher kamen die Abschnitte II. Bahnanlagen und III. Fahrzeuge der EBO auch zur Geltung.
Die Führer der Triebwagen mussten in zwei Systemen ausgebildet sein. Von Spandau West beziehungsweise dem Betriebshof an der Pichelsdorfer Straße bis zur Kehranlage am Johannesstift und auf der Neubaustrecke zum Bahnhof Hennigsdorf wurde der Verkehr als Straßenbahnbetrieb abgewickelt, die Fahrzeugführer waren Straßenbahnfahrer im Sinne des Kleinbahngesetzes beziehungsweise ab 1938 der Straßenbahn-Bau- und Betriebsordnung (BOStrab). Auf den Gleisen der Osthavelländischen Kreisbahnen zwischen dem Bahnhof Johannesstift und dem Bahnhof Nieder Neuendorf handelte es sich um Zugfahrten im Blockabstand nach der Eisenbahn-Bau- und Betriebsordnung, der Wagenlenker war Triebfahrzeugführer. Die Strecke zwischen dem Bahnhof Nieder Neuendorf und der Neubaustrecke galt als Rangierfahrt auf einer Anschlussbahn.

### Streckenbeschreibung
Zwischen Spandau West und der Straßenbahnhaltestelle Johannesstift fuhren die Züge als Straßenbahn auf Sicht. Die zweigleisige Strecke lag in der Straßenmitte, die Züge befuhren die Seegefelder Straße, Potsdamer Straße (seit 1939: Carl-Schurz-Straße), Neuendorfer Straße, den Hafenplatz, die Schönwalder Straße bis zum Fehrbelliner Tor, von dort auf eigenem Bahnkörper rechts von der Schönwalder Allee zweigleisig zum Stadtpark (heute Cautiusstraße) und eingleisig weiter bis Johannesstift, wo das Verbindungsgleis zur Strecke der OHKB begann. Die Wagen hielten zum Ein- und Aussteigen an der Straßenbahnendhaltestelle Johannesstift; die Bahnsteige des Bahnhofs Johannesstift lagen weiter südlich jenseits der Straße nach Schönwalde und wurden nicht berührt. Im Verbindungsgleis meldete sich das Fahrpersonal über einen Streckenfernsprecher beim Fahrdienstleiter der OHKB im Stellwerk „Jr“, der die Zustimmung zur Weiterfahrt in Richtung Nieder Neuendorf durch Fahrtstellung des Einfahrsignals C erteilte. Der Zug fuhr dann zunächst auf das städtische Industriegleis nach Hakenfelde und wechselte über eine Weichenverbindung ohne weiteres Signal auf das Streckengleis der Bötzowbahn. In der Gegenrichtung fuhr der Zug auf das dreiflügelige Einfahrsignal A zum Bahnhof Johannesstift zu.
Im Bahnhof Nieder Neuendorf war der dort ansässige Fahrdienstleiter für die Abfertigung in beiden Richtungen zuständig. Das Gleis aus Richtung Hennigsdorf in den Bahnhof war mit einem Sperrsignal versehen. Die Bahn wechselte hier auf das ehemalige Anschlussgleis der Munitionsfabrik Hennigsdorf, das bis zum Haltepunkt Nieder Neuendorf Forsthaus parallel zur Strecke der OHKB verlief. Anschließend folgte die Strecke der Trappenallee und Spandauer Allee bis zur Endhaltestelle an der Rathenaustraße vor dem Haupteingang der Lokomotivfabrik. Etwa 200 Meter dahinter stand die Triebwagenhalle. Die Verlängerung zum Bahnhof Hennigsdorf führte etwa 900 Meter entlang der Rathenaustraße bis zum Bahnhofsvorplatz, wo sich eine Wendeschleife befand.

Ehemaliger Verlauf der Linie 120
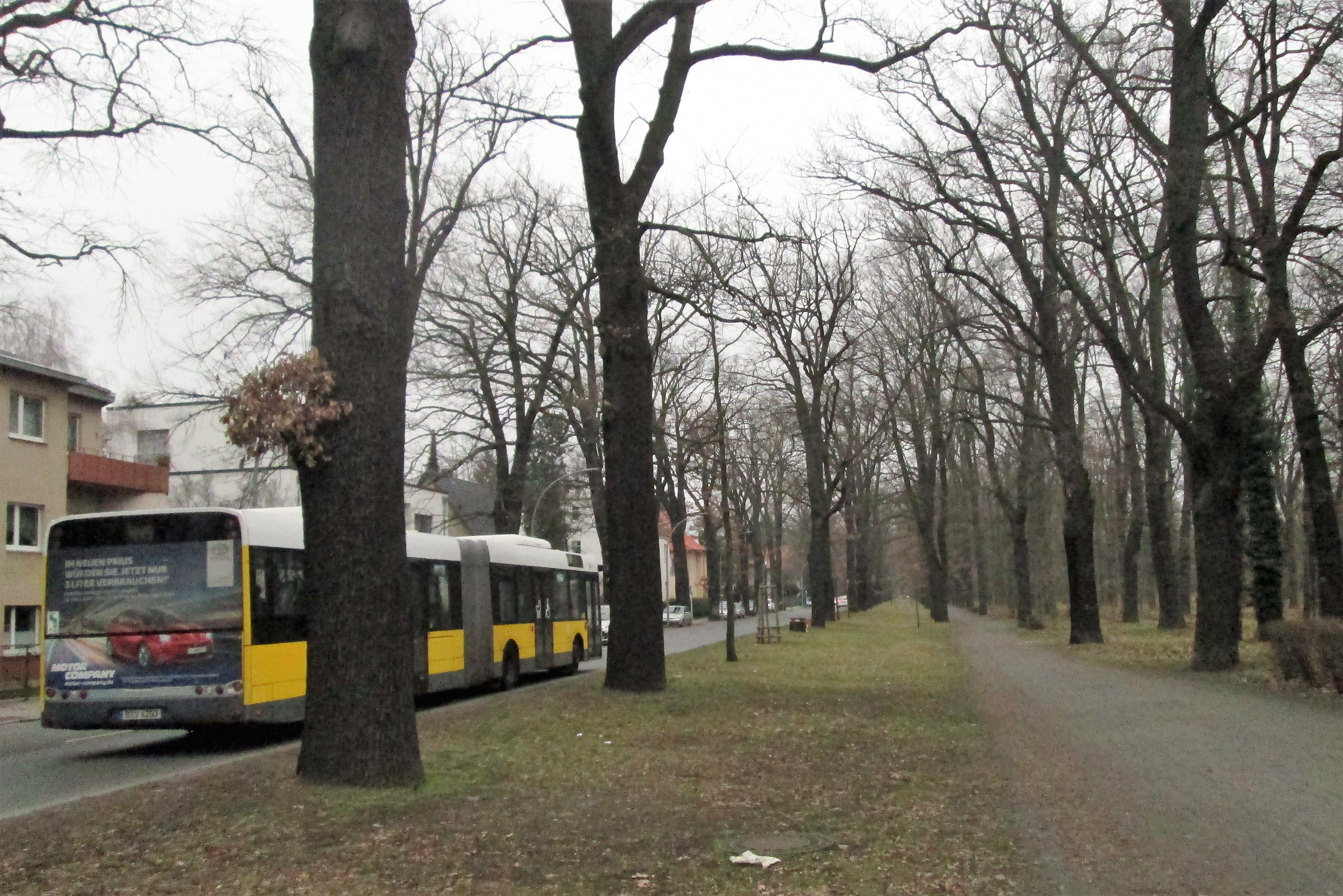
Schönwalder Allee nördlich des Fehrbelliner Tores (Klinkeplatz) Richtung Johannesstift, rechts die ehemalige Straßenbahntrasse
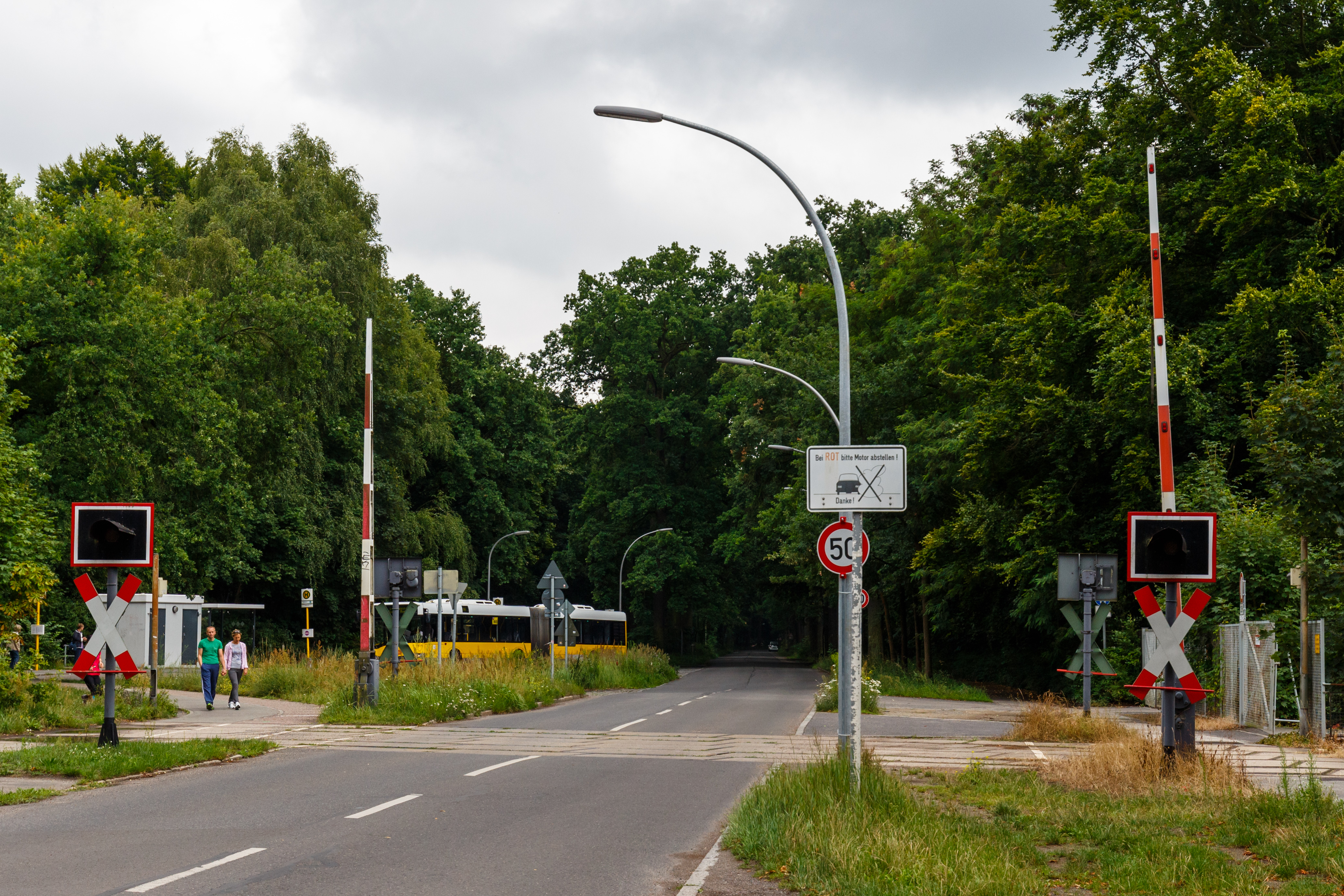
Blick vom Bahnübergang am Bahnhof Johannesstift zur Schönwalder Straße Richtung Spandau, 2015; an der Wendeschleife der heutigen Buslinie M45 befand sich die Kehranlage der Straßenbahn, nach links verlief das Verbindungsgleis zur Bötzowbahn
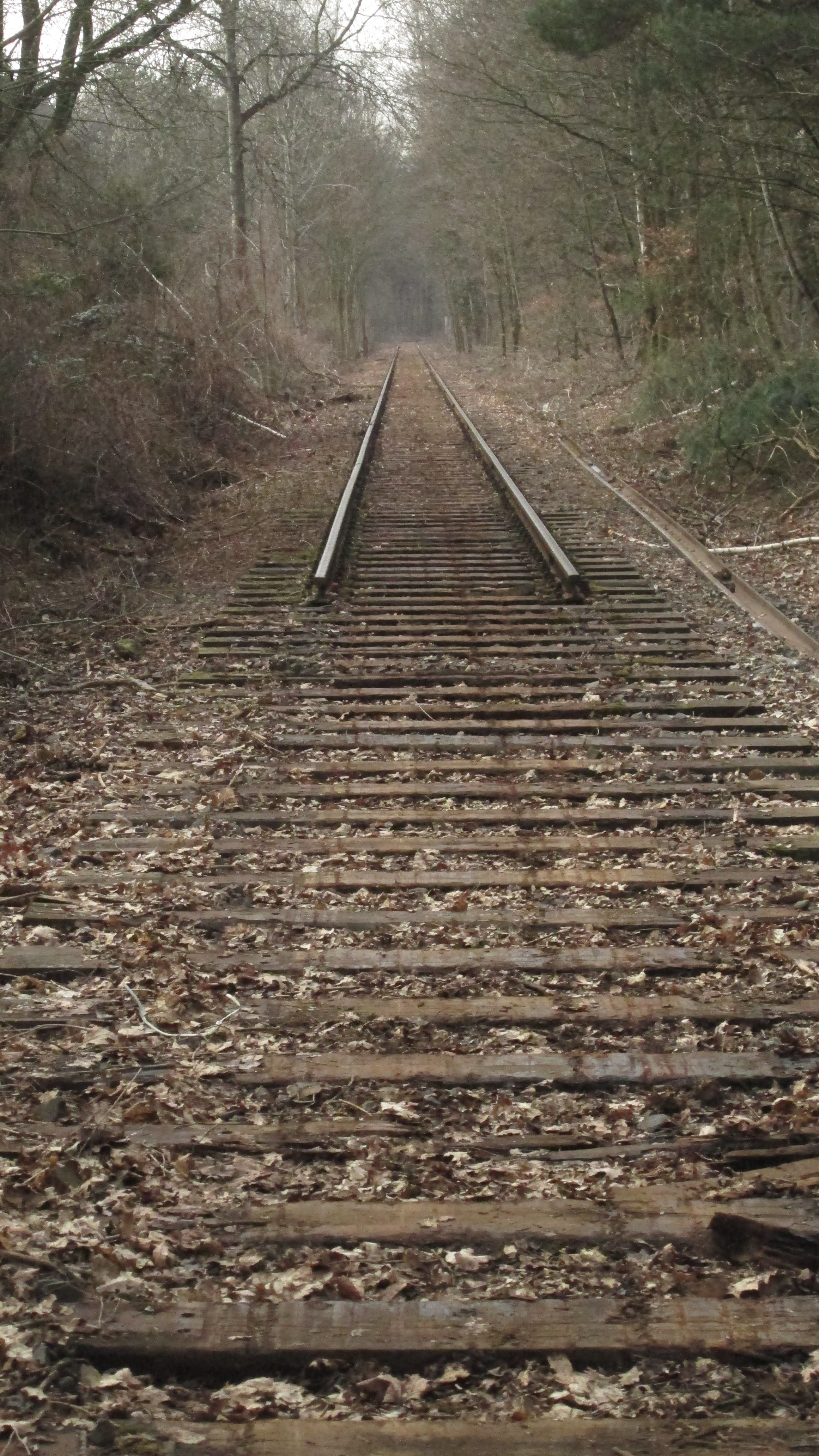
Streckenende in Höhe der Waldsiedlung Hakenfelde, 2017
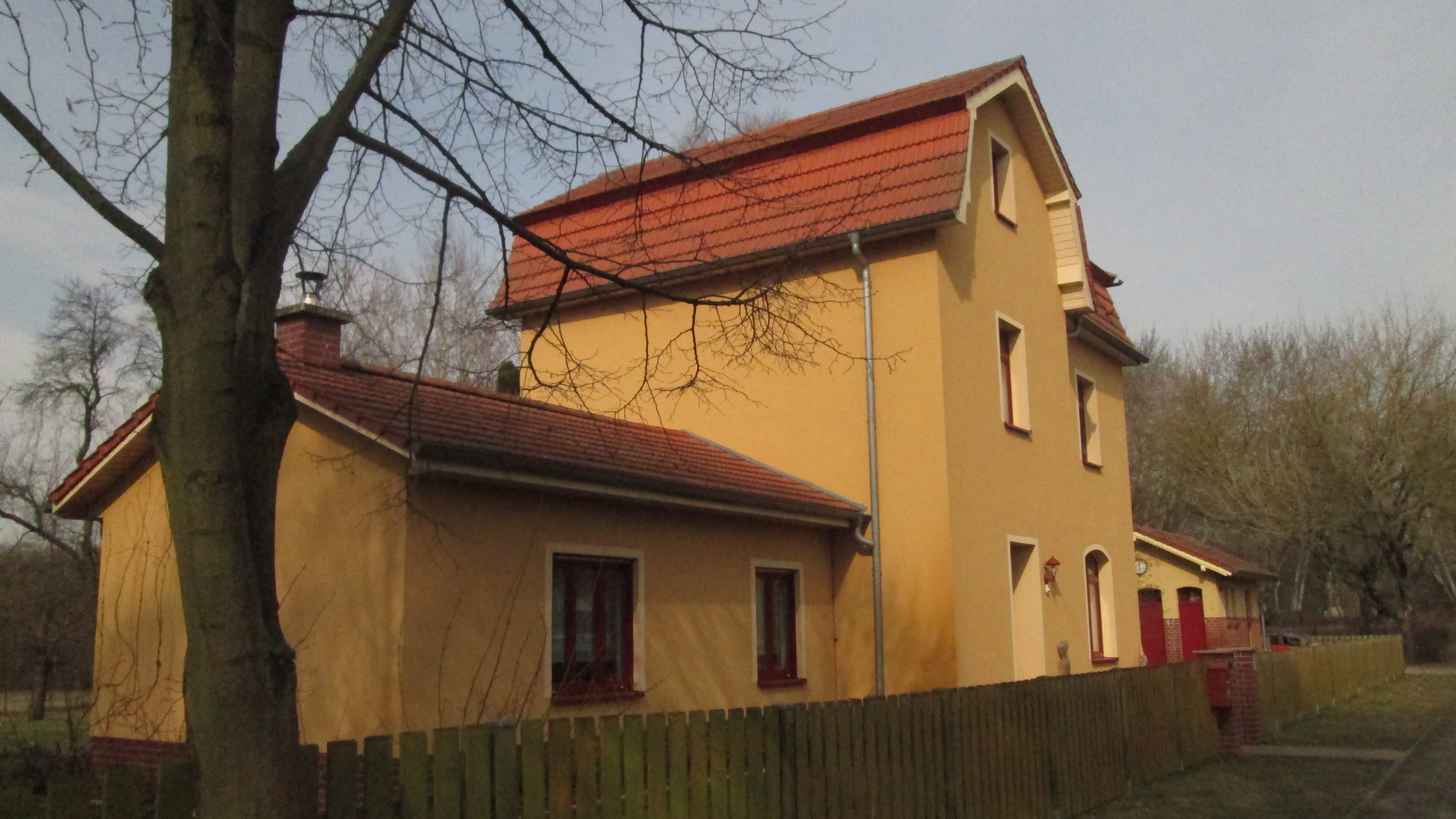
Ehemaliges Empfangsgebäude des Bahnhofs Nieder Neuendorf, 2017

### Fahrzeuge
Die auf das OHKB-Netz übergehenden Straßenbahnwagen mussten sowohl den Anforderungen des Kleinbahngesetzes als auch der Eisenbahn-Bau- und Betriebsordnung sowie der Eisenbahn-Signal-Ordnung genügen. Dies betraf insbesondere die Anpassung der Räder nach § 31 EBO hinsichtlich Breite und Stärke der Radreifen sowie Höhe und Stärke der Spurkränze, die Ausrüstung der Fahrzeuge mit Signalstützen und die Ausrüstung der Triebwagen mit geeigneten Vorrichtungen zum Abgeben hörbarer Signale. Die bei der Berliner Straßenbahn üblichen Umsetztüren mussten durch Falt- oder Schiebetüren ersetzt werden, die Druckluftbremse wurde durch eine elektrische Bremse ersetzt. Hinsichtlich der Radbreite galt es einen Kompromiss zwischen den 80 Millimeter breiten Rädern der Straßenbahn und den 135 Millimetern Breite der Eisenbahn zu finden. Ein zu schmales Maß hätte zur Folge, dass die Räder beim Befahren von Eisenbahnweichen in die Herzstücke geraten können. Bei einem zu breiten Maß wären die Räder teilweise auf dem Straßenpflaster gelaufen. Die auf der Kleinbahn einzusetzenden Wagen hatten daher 96 Millimeter breite Radreifen. Es zeigte sich allerdings, dass bei ausgefahrenen Herzstücken trotzdem eine Entgleisungsgefahr bestand. Die entsprechenden Herzstücke wurden anfangs aufgefüllt, sodass die Räder beim Befahren ein kurzes Stück auf dem Spurkranz liefen und anschließend wieder auf den Schienenkopf aufkletterten. Später ging man dazu über, die Herzstücke mit beweglichen Knieschienen auszurüsten. Eine Weiche im Bahnhof Johannesstift war abweichend davon mit einem beweglichen Herzstück ausgestattet.
Die Geschwindigkeit betrug zwischen Spandau West und Johannesstift 25 Kilometer in der Stunde und ab Johannesstift 40 Kilometer je Stunde. In der Spandauer Altstadt war die Höchstgeschwindigkeit auf 16 Kilometer je Stunde begrenzt. Die eingangs erwähnten Weichen durften mit höchstens acht Kilometer in der Stunde befahren werden.
Während der Fahrt auf der OHKB-Strecke hatten die Wagen die nach der Eisenbahn-Signalordnung vorgeschriebenen Zugsignale zu führen, insbesondere das vereinfachte Zugschlusssignal bestehend aus einer weiß umrandeten, roten Scheibe am letzten Wagen beziehungsweise als Nachtzeichen ein rotes Licht. Zudem hatte jeder Triebwagen zwei Haltscheiben und vier rot abblendbare Petroleumlampen mitzuführen, um einen liegengebliebenen Zug absichern zu können.
Die AEG stellte zunächst zwei Benzoltriebwagen (6001 und 6002, ab 1925 Triebwagen 8001 und 8002) für den Betrieb, ein dritter Benzoltriebwagen wurde 1925 noch als 6003 ausgeliefert und kurz darauf in 8003 umbezeichnet. Die Umzeichnung erfolgte mit Rücksicht auf die zeitgleiche Auslieferung der Wagen der Bauart 1924 (Serie 5701–6200). Die Berliner Straßenbahn stellte vier Beiwagen, die von der ehemaligen Spandauer Straßenbahn stammten (1526–1530, später 1482II–1485II). Neben den für den Eisenbahnbetrieb erforderlichen Anpassungen unterschieden sich die Überland-Beiwagen auch durch eine größere Wagenlänge infolge der vergrößerten Plattformen von den Stadtfahrzeugen der gleichen Serie. Mit der Umrüstung auf elektrischen Betrieb verkaufte die BVG die Triebwagen an die OHKB.
Für den elektrischen Betrieb rüstete die BVG vier Triebwagen (4317–4320) der ehemaligen Teltower Kreisbahnen um. Die Wagen besaßen Scheren- anstelle der damals in Berlin üblichen Rollenstromabnehmer. Triebwagen 4315 und 4316 waren entgegen älteren Quellen nicht vom Umbau betroffen. Triebwagen 4317 wurde um 1951 verschrottet. Die übrigen drei Triebwagen sind vermutlich während des Zweiten Weltkrieges verloren gegangen.
1939 wurden weitere Beiwagen des Typs B 26, nun als B 26 S bezeichnet, für den Einsatz auf der Linie 120 umgerüstet. Je nach Quelle werden zwei (Bw 1238II und 1239II), drei (zzgl. Bw 1236II) oder vier Beiwagen (zzgl. Bw 1237II) genannt. Die Wagen wurden 1929 für die ehemalige Flachbahn der Hochbahngesellschaft gebaut. Die Spandauer Beiwagen sollen danach wieder im Stadtverkehr eingesetzt worden sein. Die ehemaligen Flachbahnwagen verfügten bereits über Schiebetüren, deren Handhabung einfacher war als die der Falttüren der Spandauer Wagen. Beiwagen 1236II schied während des Krieges aus, Beiwagen 1237II kam nach 1949 zur BVG-Ost, Beiwagen 1238II und 1239II zur BVG-West. Die BVG musterte die Wagen bis spätestens 1966 aus.
Zusätzlich zu den Fahrzeugen für den Personenverkehr rüstete die Berliner Straßenbahn-Betriebs-Gesellschaft zwei ehemalige Personenwagen als Arbeitsfahrzeuge für den Mischbetrieb um. Arbeitswagen A49 entstand um 1924 aus dem Triebwagen 3877, der 1908 als Triebwagen 28 an die Neue Berliner Straßenbahnen Nordost AG geliefert wurde. Der Hilfsgerätewagen H28A entstand um 1925 aus dem Triebwagen 4166, der 1911 als Triebwagen 105 der Spandauer Straßenbahn in Betrieb ging.
Die auf der Linie 120 eingesetzten Wagen führten offiziell die 3. Klasse und waren mit Holzsitzen ausgestattet. Die Triebwagen durften höchstens zwei Beiwagen ziehen.

### Fahrplan und Tarif
| Strecke                           | Strecke           | Fahrpreis (in RM) | Fahrpreis (in RM) | Fahrpreis (in RM) | Fahrpreis (in RM) |
| von                               | nach              | 1928/ 1929        | 1930/ 1931        | 1933              | 1934– 1939        |
| Einzelfahrscheine                 | Einzelfahrscheine | Einzelfahrscheine | Einzelfahrscheine | Einzelfahrscheine | Einzelfahrscheine |
| --------------------------------- | ----------------- | ----------------- | ----------------- | ----------------- | ----------------- |
| Spandau West                      | Johannesstift     | 0,20              | 0,25              | 0,20              | 0,20              |
| Spandau West                      | Kraftwerk         | 0,30              | 0,30              | 0,25              | 0,25              |
| Spandau West                      | Nieder Neuendorf  | 0,35              | 0,35              | 0,30              | –                 |
| Spandau West                      | Hennigsdorf       | 0,40              | 0,40              | 0,35              | 0,30              |
| Johannesstift                     | Nieder Neuendorf  | 0,25              | 0,25              | 0,20              | 0,20              |
| Johannesstift                     | Hennigsdorf       | 0,35              | 0,35              | 0,30              | –                 |
| Kraftwerk                         | Hennigsdorf       | –                 | –                 | 0,25              | 0,25              |
| Papenberge                        | Hennigsdorf       | 0,30              | 0,30              | 0,20              | 0,20              |
| Nieder Neuendorf                  | Hennigsdorf       | 0,25              | 0,25              | –                 | –                 |
| Wochenkarten (2 Fahrten werktags) |                   |                   |                   |                   |                   |
| Spandau West                      | Johannesstift     | 3,00              | 3,00              | 2,50              | 2,50              |
| Johannesstift                     | Hennigsdorf       | 3,00              | 3,00              | 2,50              | 2,50              |
| Spandau West                      | Hennigsdorf       | 3,25              | 3,25              | 2,75              | 2,75              |
| Schülermonatskarten               |                   |                   |                   |                   |                   |
| Spandau West                      | Hennigsdorf       | 3,75              | 5,00              | 5,50              | 5,50              |

Der erste Fahrplan von 1923 sah täglich acht Zugpaare vor. Die Fahrzeit betrug zunächst 40 Minuten und wurde 1928 auf 33 Minuten reduziert. In den folgenden Jahren nahm der Ausflugsverkehr einen größeren Stellenwert als der Berufsverkehr ein, was sich in der Anzahl der Fahrten widerspiegelte. Der Fahrplan vom 15. Mai 1929 führte bereits elf Zugpaare an Werktagen sowie 13 Zugpaare an Sonntagen auf. Nach der Aufnahme des elektrischen Betriebs wurde die Anzahl auf 21 Fahrten je Tag und Richtung erhöht. Ab 1931 betrug die Fahrzeit infolge der Streckenverlängerung 35 Minuten. In den Jahren 1933 und 1934 lag sie bei 15 Fahrten (sonntags: 18), 1936 bei 16 Fahrten (sonntags: 18). Im Fahrplan vom 16. Juli 1938 werden montags bis freitags 14 Fahrten, sonnabends 16 Fahrten und sonntags 18 Fahrten gezählt. Zugkreuzungen fanden in der Regel im Bahnhof Johannesstift, vereinzelt auch im Bahnhof Nieder Neuendorf statt.
Im Gegensatz zum sonst gültigen Einheitstarif galt auf der Linie 120 über die meiste Zeit ein entfernungsabhängiger Tarif. Es wurden Fahrkarten über die gesamte Distanz sowie ausgewählte Teilstrecken und Wochenkarten ausgegeben. Die Teilstrecke von Spandau West nach Johannesstift entsprach im Fahrpreis dabei einer Einzelfahrt mit einer normalen Straßenbahnlinie, zumal diese ebenfalls bis Johannesstift fuhren. Ab dem 1. September 1933 gab es zwischen Johannesstift und Spandau West weitere Teilstrecken zum Preis von 10 Pfennig. Fahrscheine mit Umsteigeberechtigung auf die anderen Straßenbahnlinien gab es ab 1934 zum Preis von 40 Pfennig. Ab 1938 gab es zusätzlich auch Einzelfahrscheine für Schüler zum Preis von 15 Pfennig ohne und 20 Pfennig mit Umsteigeberechtigung. Ab dem 1. September 1944 bis zur Einstellung galt der Kriegseinheitstarif auf allen Linien der BVG. Der Preis für eine Einzelfahrt ohne Umsteigeberechtigung lag hier bei 20 Pfennig.

Fahrscheinsammlung
Johannesstift – Niederneuendorf (30 Pf.), 1923
Spandau West – Hennigsdorf (40 Pf.), 1923
Spandau-West – Kraftwerk oder Papenberge – Hennigsdorf (30 Pf.), um 1925
Spandau-West – Hennigsdorf (40 Pf.), 1933